# Aleksandar Sekulić
Aleksandar Sekulić (Sekulići, Kraljevina Jugoslavija, 26. april 1937 — Beograd, Srbija, 16. septembar 2009) bio je srpski književnik.

## Biografija
Rođen u selu Sekulići kod Danilovgrada, od oca Blaža, pravnika i majke Plane, rođene Pavličić, domaćice. Aleksandar je bio najstariji od četvoro dece, Slobodanke (Cane, udate Stanković), Zorana i Radojke (Bebe, udate Ražnatović). U Beograd se porodica seli neposredno posle II Svetskog rata, gde Aleksandar završava osnovnu školu i Drugu beogradsku (mušku) gimnaziju. 1958. godine upisuje Pravni fakultet i posle dve godine, sa položenim ispitima, napušta studije. Pokušava da radi kao pripravnik, komercijalista ali se se to meri mesecima. Ostalo je priznati radni staž slobodnog umetnika od 1959. godine.
Po pozivu, putuje sa delegacijom književnika sa prostora tadašnje Jugoslavije, u Rumuniju, Mađarsku, Švajcarsku, Francusku (1979. godine sa klokotristima), Grčku.
Od 1981. godine do 1986. godine živi i stvara u Parizu.
Prve pesme objavljuje 1959.godine u modernističkom časopisu "Delo" (Neutešne pesme). Sarađuje u "Studentu", "Mladosti", "Vidicima", "NIN"-u, "Beogradskoj nedelji", "Stvaranju", "Politici".
Između 70-tih i 80-tih godina objavljuje u svim važnijim listovima i časopisima ("Književne novine", "Delo", "Pesničke novine", "Književna reč", "Stvaranje", "Ovdje", "Oko"). 80-tih i 90-tih, nastavlja saradnju sa ovim i drugim glasilima ("Savremenik", "Srpski književni glasnik", "Letopis matice srpske", "Sveske"). Sekulić je bio član Uredništva Srpskog književnog glasnika. Devedesetih godina, u najvećem dnevnom listu na Balkanu, "Politici", Sekulić je redovno objavljivao svoje tekstove.
Aleksandar Sekulić je član Udruženja književnika Srbije od 1969. godine. O njegovom radu pisali su Srba Ignjatović, Čedomir Mirković, Adam Puslojić, Milorad Blećič, Ranko Jovović i Milan Nenadić.
Aleksandar će ostati zapamćen kao izuzetni govornik, koji je uspevao da svojim oratorskim kvalitetima i izražajnošću osvoji publiku na mnogobrojnim književnim susretima. A. Jerkov za njega kaže da "njegove stihove ne treba štampati nego izdavati snimljene na kaseti". To dokazuje i scenski prikaz pesme "Majstori, majstori" u obradi I. Rastegorca (video snimak), kao i TV emisija u ciklusu "Pesničke vedrine".

## Klokotrizam
Aleksandar Sekulić je jedan od osnivača klokotrizma - književnog pravaca nastalog toku sedamdesetih godina XX veka. Pisao je o klokotrističkoj umetnosti traktate, članke, projekte za klokotristička dešavanja u "Delu", "Sintezama", "Oku", "Književnoj reči" - "Mnogouglo jaje", 1979. "Prvi znak ludila" - Klokotrizam, Kruševac, 1983. godine.
Klokotristi su eksperimentisali sa književnom formom u cilju nadilaženja pravila i estetskih normi umetnosti. Jedan od pripadnika ovog pravca je i književnik Nikola Šindik.

## Nagrade
- 1998. godine - nagrada "Milan Rakić";
- 1992. godine - književno i društveno priznanje "ZLATNI BEOČUG BEOGRADA";
- 1992. godine - književna nagrada "Risto Ratković"
- 1987. godine - nagrada "Borski grumen"

## Bibliografija
- Jedno zrno časti, 1971.
- Venecijanska kugla, 1973.
- Gospođa Halucinacija, 1978.
- Formula jedan, 1980.
- Ko nekad, ko nekad, 1981.
- To majka više ne rađa, 1981.
- Stanari kukavičjeg bloka, 1985.
- Ovo vam je za ono, 1985.
- Čekajući Gogolja, 1987.
- Licem prema Istoku, 1987.
- Slavno strašilo, 1988.
- Čežnja za svojim originalom, 1992.
- Sabrane pesme I-IV, 1992.
- Ogledalo prema ogledalu, 1993.
- Incident na paradi, 2001.

Objavio je sabrana dela u četiri toma. Poezija mu je prevođena na pendžabi, ruski, italijanski, rumunski, makedonski i slovenački jezik.

## Spoljašnje veze
- Klokotrizam
- Nikola Šindik[мртва веза]
- Novosti: Preminuo pesnik Aleksandar-Aca Sekulić[мртва веза]
- Moje su pesme tražile moju glavu
- Blog o Aleksandru Sekuliću